# آرتور وی. واتکینز
آرتور وی. واتکینز (به انگلیسی: Arthur V. Watkins) سناتور سابق عضو حزب جمهوری‌خواه ایالات متحده آمریکا بود. وی در سال ۱۹۴۷ تا ۱۹۵۹ میلادی سناتور ایالت یوتا در سنای ایالات متحده آمریکا بود.